# Ambrózfalva
Ambrózfalva (slovensky Ambrózka) je vesnice v Maďarsku v župě Csongrád-Csanád, spadající pod okres Makó. Nachází se asi 4 km jižně od Tótkomlósu. V roce 2015 zde žilo 484 obyvatel. Dle údajů z roku 2011 tvoří 92,9 % obyvatelstva Maďaři, 9,5 % Slováci, 0,2 % Slovinci a 0,2 % Rumuni.
Sousedními vesnicemi jsou Csanádalberti, Nagyér a Pitvaros.